# Bokeler Heide
Die Bokeler Heide ist ein Naturschutzgebiet bei Bokel in der niedersächsischen Gemeinde Sprakensehl in der Samtgemeinde Hankensbüttel im Landkreis Gifhorn.
Das Naturschutzgebiet mit dem Kennzeichen NSG BR 025 ist 19,1 Hektar groß. Nach Osten grenzt es an das Landschaftsschutzgebiet „Schweimker Moor“. Das Gebiet steht seit dem 2. August 1968 unter Naturschutz. Zuständige untere Naturschutzbehörde ist der Landkreis Gifhorn.
Das Naturschutzgebiet liegt südöstlich des Sprakensehler Ortsteils Bokel an der Straße nach Schweimke. Es stellt eine Heidefläche unter Schutz, die von Besenheide geprägt wird. In die nahezu vollständig von Kiefernwald umgebenen Heideflächen sind Wacholder und Trockengebüsch eingestreut, vereinzelt kommen auch Birken und Kiefern vor.